# Aegon International Eastbourne 2016
Eastbourne International 2016 — жіночий тенісний турнір, що проходив на відкритих кортах з трав'яним покриттям. Це був 42-й за ліком турнір. Належав до категорії Premier у рамках Туру WTA 2016. Відбувся в Devonshire Park Lawn Tennis Club в Істборні (Велика Британія). Тривав з 19 до 25 червня 2016 року.

## Очки і призові

### Розподіл очок
| Дисципліна       | П   | Ф   | ПФ  | ЧФ  | 1/8 | 1/16 | 1/32 | Q   | Q2  | Q1  |
| Одиночний розряд | 470 | 305 | 185 | 100 | 55  | 30   | 1    | 25  | 13  | 1   |
| Парний розряд    | 470 | 305 | 185 | 100 | 1   | Н/Д  | Н/Д  | Н/Д | Н/Д | Н/Д |

### Розподіл призових грошей
| Дисципліна         | П | F | ПФ | ЧФ | 1/8 | 1/16 | 1/32 | Q2  | Q1  |
| Одиночний розряд $ | $ | $ | $  | $  | $   | $    | $    | $   |     |
| Парний розряд      | $ | $ | $  | $  | $   | Н/Д  | Н/Д  | Н/Д | Н/Д |

## Учасниці основної сітки в одиночному розряді

### Сіяні учасниці
| Країна          | Гравчиня               | Рейтинг1 | Сіяна |
| --------------- | ---------------------- | -------- | ----- |
| Польща          | Агнешка Радванська     | 3        | 1     |
| Італія          | Роберта Вінчі          | 7        | 2     |
| Швейцарія       | Белінда Бенчич         | 8        | 3     |
| Швейцарія       | Тімеа Бачинскі         | 10       | 4     |
| Чехія           | Петра Квітова          | 11       | 5     |
| Росія           | Світлана Кузнецова     | 12       | 6     |
| Австралія       | Саманта Стосур         | 14       | 7     |
| Іспанія         | Карла Суарес Наварро   | 15       | 8     |
| США             | Медісон Кіз            | 16       | 9     |
| Чехія           | Кароліна Плішкова      | 17       | 10    |
| Велика Британія | Джоанна Конта          | 19       | 11    |
| Словаччина      | Домініка Цібулкова     | 21       | 12    |
| Італія          | Сара Еррані            | 22       | 13    |
| Росія           | Анастасія Павлюченкова | 23       | 14    |
| Румунія         | Ірина-Камелія Бегу     | 26       | 15    |
| Чехія           | Луціє Шафарова         | 28       | 16    |

- 1 Рейтинг подано станом на 13 червня 2016.

### Інші учасниці
Нижче наведено учасниць, які отримали вайлд-кард на участь в основній сітці:
- Наомі Броді
- Тара Мур

Нижче наведено гравчинь, які пробились в основну сітку через стадію кваліфікації:
- Катерина Бондаренко
- Медісон Бренгл
- Полона Герцог
- Ана Конюх
- Варвара Лепченко
- Міряна Лучич-Бароні
- Моніка Пуїг
- Алісон ван Ейтванк

Такі тенісистки потрапили в основну сітку як Щасливі лузери:
- Деніса Аллертова
- Анетт Контавейт
- Ч Шуай
- Чжен Сайсай

### Відмовились від участі
До початку турніру
- Анніка Бек → її замінила  Тімеа Бабош
- Медісон Кіз → її замінила  Анетт Контавейт
- Моніка Нікулеску → її замінила  Анна-Лена Фрідзам
- Лаура Зігемунд → її замінила  Ч Шуай
- Слоун Стівенс → її замінила  Алізе Корне
- Барбора Стрицова → її замінила  Деніса Аллертова
- Коко Вандевей → її замінила  Чжен Сайсай

## Учасниці основної сітки в парному розряді

### Сіяні пари
| Країна            | Гравчиня          | Країна            | Гравчиня         | Рейтинг1 | Сіяна |
| ----------------- | ----------------- | ----------------- | ---------------- | -------- | ----- |
| Швейцарія         | Мартіна Хінгіс    | Індія             | Саня Мірза       | 2        | 1     |
| Китайський Тайбей | Чжань Хаоцін      | Китайський Тайбей | Чжань Юнжань     | 11       | 2     |
| Росія             | Катерина Макарова | Росія             | Олена Весніна    | 19       | 3     |
| Угорщина          | Тімеа Бабош       | Казахстан         | Ярослава Шведова | 21       | 4     |

- 1 Рейтинг подано станом на 13 червня 2016.

### Інші учасниці
Нижче наведено пари, які отримали вайлдкард на участь в основній сітці:
- Наомі Броді /  Гезер Вотсон
- Світлана Кузнецова /  Роберта Вінчі
- Луціє Шафарова /  Саманта Стосур

## Переможниці та фіналістки

### Одиночний розряд
- Домініка Цібулкова —  Кароліна Плішкова 7–5, 6–3

### Парний розряд
- Дарія Юрак /  Анастасія Родіонова —  Чжань Хаоцін /  Чжань Юнжань 5–7, 7–6(7–4), [10–6]